# SYZ 추측
SYZ 추측은 수학에서 거울 대칭 가설을 이해하려는 시도들 중 하나이다. 원래의 추측은 스트로밍거, 야우 및 자슬로우의 "거울 대칭은 T- 이중성"이라는 제목의 논문에서 제안되었다.
SYZ 추측은 호몰로지 거울 대칭 추측과 함께 거울 대칭을 이해하는 데 적용되는 가장 많이 탐구된 도구 중 하나이다. 호몰로지 거울 대칭은 호몰로지 대수학을 기반으로 하는 반면, SYZ 추측은 거울 대칭을 기하학적으로 구현한 것이다.

## 공식화
끈 이론에서 거울 대칭은 IIA 유형과 IIB 유형 이론을 관련시킨다. 유형 IIA와 유형 IIB의 유효장론을 거울 대칭 쌍인 다양체에서 축소화하면 두 이론이 동일해야 한다고 예측한다.
SYZ 추측은 이 사실을 사용하여 거울 대칭을 실현한다. 이는 {\displaystyle X}로 압축된 유형 IIA 이론의 BPS 상태, 특히 모듈라이 공간 {\displaystyle X}가 있는 0-막을 고려하는 것부터 시작된다. {\displaystyle Y}로 축소화된 유형 IIB 이론의 모든 BPS 상태는 3막인 것으로 알려져 있다. 따라서 거울 대칭은 유형 IIA 이론의 0-막을 유형 IIB 이론의 3-막 부분 집합으로 사상한다.
초대칭 조건을 고려하여 이러한 3개의 막은 특수 라그랑주 부분 다양체임이 밝혀졌다. 반면에 T-이중성은 이 경우 동일한 변환을 수행하므로 "거울 대칭은 T-이중성"이다.

## 수학적 진술
스트로밍거, 야우 및 자슬로우의 SYZ 추측에 대한 초기 제안은 수학적으로 정확하게 제시되지 않았다.  SYZ 추측의 수학적 해결의 한 부분은 어떤 의미에서 추측 자체의 진술을 올바르게 공식화하는 것이다. 수학계 내에서 추측에 대한 정확한 진술에 대해 합의된 것은 없지만 여기에 제시된 추측의 올바른 공식화에 가깝다고 예상되는 일반적인 진술이 있다. 이 진술은 거울 대칭의 위상 수학적 그림을 강조하지만 거울 쌍의 복잡하고 대칭적인 구조 사이의 관계를 정확하게 특성화하지 않거나 관련된 리만 계량을 참조하지 않는다.
SYZ 추측: 모든 6차원 칼라비-야우 다양체 {\displaystyle X}는 다음과 같은 거울 6차원 칼라비-야우 다양체 {\displaystyle {\hat {X}}}와 대응된다: 다음과 같은 3차원 콤팩트 위상 다양체 {\displaystyle B}로 가는 연속 전사 {\displaystyle f:X\to B}, {\displaystyle {\hat {f}}:{\hat {X}}\to B}가 존재한다:
1. 사상 {\displaystyle f,{\hat {f}}}이 비특이 특수 라그랑주 3-원환면에 의한 올뭉치인 조밀한 열린 부분 집합 {\displaystyle B_{\text{reg}}\subset B}이 존재한다. 게다가 모든 점 {\displaystyle b\in B_{\text{reg}}}에 대해 , 원환 올 {\displaystyle f^{-1}(b)}과 {\displaystyle {\hat {f}}^{-1}(b)}는 어떤 의미에서는 서로 쌍대이어야 하며, 이는 아벨 버라이어티의 쌍대성과 유사하다.
2. 각각 {\displaystyle b\in B\backslash B_{\text{reg}}}에 대해, 올 {\displaystyle f^{-1}(b)}과 {\displaystyle {\hat {f}}^{-1}(b)}는 각 {\displaystyle X}과 {\displaystyle {\hat {X}}}의 3차원 싱귤러 특수 라그랑주 부분 다양체여야 한다.

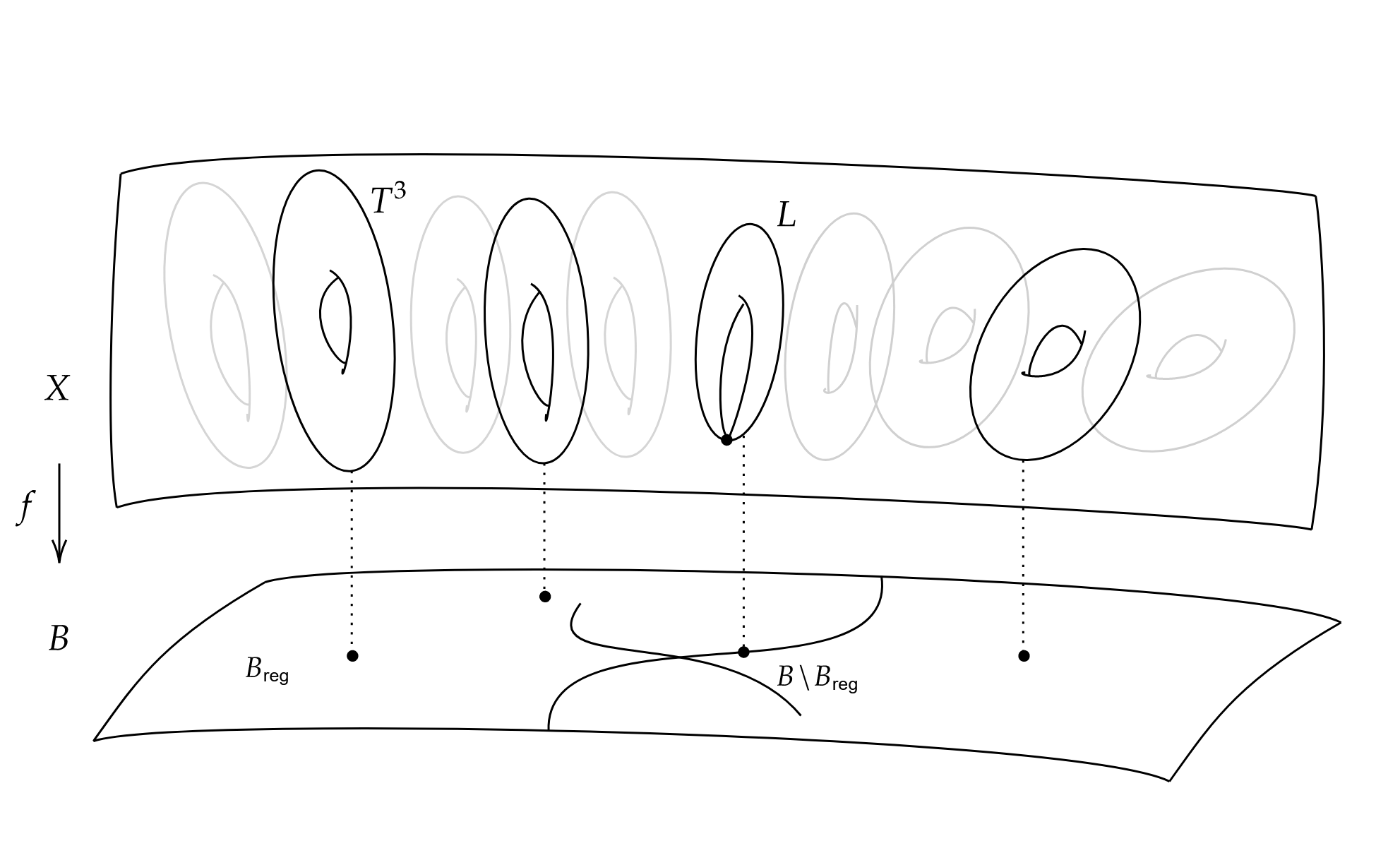
특수 라그랑주 원환면 올의 그림. 안의 점들 위에서 올 는 3-원환이고, 싱귤러 집합 위에서 올은 아마도 싱귤러 특수 라그랑주 부분다양체 일 수 있다.

{\displaystyle B_{\text{reg}}=B}인 경우 특이 궤적이 없다는 것을 SYZ 추측의 반평탄극한이라고 하며, 원환 올화를 설명하는 모델 상황으로 자주 사용된다. SYZ 추측은 예를 들어 타원곡선으로 구성된 아벨 버라이어티 및 K3 곡면과 같은 반평형 극한의 일부 간단한 경우에 유지되는 것으로 나타날 수 있다.
SYZ 추측의 올바른 공식화는 위의 진술과 다소 다를 것으로 예상된다. 예를 들어 싱귤러 집합 {\displaystyle B\backslash B_{\text{reg}}}의 가능한 행동은 잘 이해되지 않았으며 이 집합은 {\displaystyle B}과 비교하여 상당히 클 수 있다. 거울 대칭은 종종 단일 칼라비-야우 대신에 칼라비-야우 다양체의 퇴행적인 계열이라는 용어로 표현되며 SYZ 추측이 이 언어로 더 정확하게 재구성될 것으로 기대할 수 있다.

## 호몰로지 거울 대칭 추측과의 관계
SYZ 거울 대칭 추측은 거울 칼라비-야우 다양체의 호지 수와 관련된 원래 거울 대칭 추측을 개선한 것 중 하나이다. 다른 하나는 콘세비치의 호몰로지 거울 대칭 추측 (HMS 추측)이다. 이 두 가지 추측은 거울 대칭에 대한 예측을 다양한 방식으로 인코딩한다. 즉, 대수적 방식의 호몰로지 거울 대칭과 기하학적 방식의 SYZ 추측이다.
거울 대칭에 대한 이 세 가지 해석 사이에는 관계가 있어야 하지만, 둘이 동등해야 하는지 아니면 한 제안이 다른 제안보다 더 강한지는 아직 알려지지 않았다. 호몰로지 거울 대칭이 호지 이론의 거울 대칭을 암시한다는 특정 가정 하에서 보여주는 방향으로 진전이 이루어졌다.
그럼에도 불구하고 간단한 설정에서는 SYZ 및 HMS 추측을 연관시키는 명확한 방법이 있다. HMS의 주요 특징은 추측이 거울 기하학적 공간의 대상(부분 다양체 또는 층)와 관련되어 있으므로 HMS 추측을 이해하거나 증명하는 데 필요한 입력에는 거울 쌍의 기하학적 공간이 포함된다는 것이다. SYZ 추측은 이러한 거울 쌍이 어떻게 발생해야 하는지 예측하므로 SYZ 거울  쌍이 발견될 때마다 이 쌍에 대한 HMS 추측을 시도하고 증명하는 것이 좋은 후보이다.
SYZ와 HMS 추측을 연관 시키려면, 준 평탄 극한에서 살펴보는것이 편하다. 거울 대칭을 부호화 하는 라그랑주 원환 올화 {\displaystyle X,{\hat {X}}\to B}의 쌍의 가장 중요한 기하학적 특징은 그 올화의 쌍대 원환 올이다. 주어진 라그랑주 원환 {\displaystyle T\subset X}에 대해, 그 쌍대 원환은 {\displaystyle T}의 야코비 버라이어티 {\displaystyle {\hat {T}}=\mathrm {Jac} (T)}로 주어진다. 이는 같은 차원을 가진 또다른 원환이다. 그리고 그 쌍대성은 {\displaystyle \mathrm {Jac} (\mathrm {Jac} (T))=T}이라서 {\displaystyle T}와 {\displaystyle {\hat {T}}}들이 정말 쌍대라는 것으로 인코딩 된다. 야코비 버라이어티 {\displaystyle {\hat {T}}}는 {\displaystyle T}의 선다발들의 모듈라이 공간이라는 중요한 해석을 갖는다.
이러한 쌍대성과 원래 원환의 층의 모듈라이 공간으로서의 쌍대 원환의 해석은 부분 다양체와 부분 층의 데이터를 교환할 수 있게 해준다. 이 현상에 대한 두 가지 간단한 예가 있다.
- 만약에 {\displaystyle p\in X}가 특별한 라그랑주 원환 올화의 어떤 올 {\displaystyle p\in T\subset X} 내부에 있는 점이면,  {\displaystyle T=\mathrm {Jac} ({\hat {T}})}이므로, 점 {\displaystyle p}는 {\displaystyle {\hat {T}}\subset {\hat {X}}}에서 지지되는 선다발에 해당한다. {\displaystyle s(B)=L}이 {\displaystyle X}의 라그랑주 부분 다양체인 라그랑주 단면 {\displaystyle s:B\to X}을 선택하는 경우, 정확히 {\displaystyle s}가 SYZ 올의 각 원환 올에서 한 지점을 선택하므로, 이 라그랑주 단면은 거울 다양체 {\displaystyle {\hat {X}}}의 각 원환 올에서 지지되는 선다발 구조 선택에 대한 거울 쌍대이다. 결과적으로 {\displaystyle {\hat {X}}}의 전체 공간에 대한 선다발, 거울 다양체의 유도 범주에 나타나는 연접층의 가장 간단한 예이다. 거울 원환 올이 준 평탄 극한에 속하지 않는 경우 베이스 {\displaystyle B}의 싱큘러 집합을 교차할 때 특별한 주의를 기울여야 한다.

- 라그랑주 부분 다양체의 또 다른 예는 원환 올 자체이며, 그 위에 평탄한 유니타리 선다발의 데이터가 추가된 전체 원환를 라그랑주 다양체 {\displaystyle T\subset X}로 취하면 호몰로지 거울 대칭에서 종종 필요한 것처럼 다음 쌍대 원환 {\displaystyle {\hat {T}}\subset {\hat {X}}}에서  이는 원환 위의 선 다발을 나타내는 단일 점에 해당한다. 쌍대 원환의 해당 점에 지지된 마천루 층을 취하면 SYZ 올화의 원환 올가 거울 원환 올의 점에 지지된 마천루 층으로 전송되는 것을 볼 수 있다.

이 두 가지 예는 가장 극단적인 유형의 연접층, 국소적 자유 층 (랭크 1) 및 점에서 지지되는 꼬임 층를 생성한다. 비틀림 여과를 사용하여 연접층을 만드는 것과 유사하게 보다 신중하게 구성하면 더 복합적인 연접층의 예를 구성 할 수 있다. 간단한 예로서, 라그랑주 다중단면 (k 라그랑주 단면들의 합집합)은 거울 다양체의 k 랭크 벡터 다발에 대해 거울 쌍대이어야 한다.  그러나 그로모프-위튼 이론의 의미에서 다중 단면의 관점에서, 다중 단면으로 제한된 홀로모르픽 디스크를 세어 인스턴톤 보정을 고려해야 한다. 이러한 방식으로 거울 대칭이 쌍대 대상을 교환하는 방법을 이해하는 데 열거 기하학이 중요해진다.
SYZ 추측의 거울 올 기하학과 열거 불변량 및 {\displaystyle B} 베이스 싱귤러 집합의 구조에 대한 자세한 이해를 결합함으로써, {\displaystyle X}의 라그랑주 부분 다양체 범주로부터 {\displaystyle {\hat {X}}}의 연접층 범주로 가는 범주 동형 {\displaystyle \mathrm {Fuk} (X)\to \mathrm {D} ^{b}\mathrm {Coh} ({\hat {X}})}을 구축하기 위해 올화의 기하학을 사용하는 것이 가능하다.  원환 올의 쌍대성을 사용하여 동일한 논의를 역으로 반복함으로써, {\displaystyle X}의 라그랑주 부분 다양체의 관점에서 {\displaystyle {\hat {X}}}의 연접층을 유사하게 이해할 수 있다.